# 多莖鼠麴草
多茎鼠麴草（学名：Gnaphalium polycaulon）为菊科鼠麴草属下的一个种。

## 扩展阅读
- 維基物種上的相關：多茎鼠麴草